# Caddella capensis
Caddella capensis is een hooiwagen uit de familie Caddidae. De wetenschappelijke naam van Caddella capensis gaat terug op Hirst.